# Huperzia delavayi
Huperzia delavayi är en lummerväxtart som först beskrevs av Christ och Herter, och fick sitt nu gällande namn av Ren Chang Ching. Huperzia delavayi ingår i släktet lopplumrar, och familjen lummerväxter. Inga underarter finns listade i Catalogue of Life.